# Albert von Heß
Albert Heß, ab 1888 von Heß, (* 22. Juni 1836 in Ludwigsburg; † 7. März 1911 in Stuttgart) war ein deutscher Jurist und Politiker.

## Leben
Als Sohn des Rechtsanwalts Albert Heß (1806–1841) geboren, studierte von Heß nach dem Besuch des Gymnasiums in Ludwigsburg Rechtswissenschaften in Tübingen. Während seines Studiums wurde er 1855 Mitglied der Burschenschaft Germania Tübingen. Nach seinen Examen 1859 und 1860 war er 1861 beim Oberamtsgericht Ludwigsburg, 1862 als Assistent am Oberamtsgericht Esslingen und 1863 beim Sekretariat des königlichen Justizministeriums tätig. Dort wurde er 1865 Justizministerialsekretär. 1868 war er Kreisrichter in Stuttgart, 1871 Hilfsrichter bei der Zivilkammer des Obertribunals sowie Mitglied des Landesoberhandelsgerichts. 1872 wurde er in Stuttgart Kreisgerichtsrat. 1873 wurde er zum Ministerialrat befördert und war bis 1879 Württembergischer Bevollmächtigter zum Bundesrat. 1879 wurde er Vortragender Rat im Justizministerium, wo er bis 1884 als Personalreferent tätig war. Von 1884 bis 1886 war er Oberlandesgerichtsrat. 1885 wurde er zum außerordentlichen Mitglied des Geheimen Rats im königlichen Staatsministerium berufen. Dort wurde er 1886 als Wirklicher Staatsrat ordentliches Mitglied. 1892 war er Stellvertreter, ab 1894 Präsident des königlichen Verwaltungsgerichtshofes. Er erhielt den Titel und Rang eines Geheimen Rats und den Titel Exzellenz. 1896 wurde er als lebenslängliches Mitglied der Ersten Kammer der Württembergischen Landstände berufen.

## Ehrungen
- 1879: Württembergischer Friedrichsorden, Ritterkreuz 1. Klasse
- 1883: Württembergischer Friedrichsorden, Komturkreuz 2. Klasse
- 1888: Orden der Württembergischen Krone, Komturkreuz. Damit war der württembergische persönliche Adel verbunden (Nobilitierung)
- 1897: Orden der Württembergischen Krone, Komturkreuz mit Stern
- 1901: Württembergischer Friedrichsorden, Großkreuz
- 1905: Württembergischer Friedrichsorden, Großkreuz mit Krone